# Django – Ein Dollar für den Tod
Django – Ein Dollar für den Tod ist ein US-amerikanischer Western aus dem Jahr 1998, stilistisch angelehnt an die italienischen Western der 60er Jahre.

## Inhalt
Der namenlose Held, ein Revolverheld und Cowboy ist auf der Flucht vor dem Gesetz und schließt sich mit dem ebenso gejagten Dooley, einem ehemaligen Soldaten der konföderierten Armee, für eine Schatzsuche zusammen. Daraus ergibt sich ein Katz-und-Maus-Spiel, bei der mehrere Parteien versuchen sich einen Vorteil zu erkämpfen.
Nachdem der Cowboy und Dooley einen Mann (Jacob Colby) befreien, werden sie zusätzlich noch von der spanischen Armee verfolgt. Am Ende führt es die Protagonisten in ein kleines mexikanisches Dorf, das von Soldaten terrorisiert wird. Dort treffen sie auf den Priester Friar Ramon, der auch von dem versteckten Gold weiß.

## Kritik
Der Film erhielt durchschnittliche bis schlechte Kritiken. Wird die Handlung stellenweise noch gelobt, ist es vor allem die Inszenierung und die klischeehaft Umsetzung, die kritisiert wird. In der Internet Movie Database hat der Film eine durchschnittliche Wertung von 5,3 von 10 möglichen Sternen.

## Bemerkungen
- Der Film wurde für das amerikanische Fernsehen produziert und erschien in Deutschland direkt auf DVD.
- Die Handlung und die Figuren des Filmes haben keinerlei Bezug zum populären Western-Helden Django, dieser existiert nur im deutschen Titel.